# Claire Tabouret
Claire Tabouret, née le 25 septembre 1981 à Pertuis (Vaucluse), est une artiste peintre française qui vit et travaille à Los Angeles. Elle est la sœur cadette de l'écrivain Francis Tabouret, publié chez P.O.L.

## Biographie

### Formation
Claire Tabouret obtient son diplôme national d'arts plastiques à l'École nationale supérieure des beaux-arts de Paris en 2006 ; c'est une ancienne boursière de l’Union School of Arts de New York. 

### Expositions / Galeries
Elle a été exposée au Yuz Museum (Shanghai), à la Villa Médicis (Rome), à la Friche Belle de Mai (Marseille), à la Night Gallery (Los Angeles), au Palazzo Fruscione (Salerne, Italie), au Drawing Center (New York) et au Palazzo Grassi (Venise). 
Certaines de ses œuvres ont été acquises par d'importantes collections, dont le LACMA (Los Angeles County Museum of Art), la fondation Pinault, la collection agnès b. et les FRAC Auvergne et Haute-Normandie,.
Elle est représentée par Almine Rech et la galerie Perrotin, à Paris, et la Night Gallery, à Los Angeles.

### Vitraux de Notre-Dame
Le 18 décembre 2024, la présidence de la République française annonce dans un communiqué qu'elle « vient d’être choisie parmi huit candidats pour la réalisation de six baies contemporaines dans les chapelles sud de Notre-Dame », considérant que l’artiste « se situe à la hauteur de ce que réclame la cathédrale. » Ce choix est contesté par les opposants au projet qui soulignent que les vitraux concernés par le projet n'ont pas été touchés par l'incendie. Elle affirme vouloir « rendre hommage à Viollet-le-Duc » alors que ses vitraux vont remplacer ceux du maître : cette démarche interroge, selon des critiques d'art, sur l'éthique de l'artiste.

### Vie privée
Sa maison de Los Angeles, qu'elle partage avec l'artiste Nathan Thelen, est située dans le quartier de Los Feliz et date des années 1920. Elle y a peint des reproductions des cartes du tarot de Pamela Colman-Smith, connu sous le nom de Tarot Rider-Waite.

### Décoration
- Chevalier de l'ordre des Arts et des Lettres (2022)

## Expositions personnelles (sélection)
- 2013 :
  - « Prosopon », galerie Isabelle Gounod, Paris
  - « Les Insoumis », galerie du Jour - agnès b., Paris
- 2014 : « Le Regard, dedans dehors », chapelle de la Visitation, Thonon-les-Bains
- 2015 :
  - « Duel au soleil », Le Parvis scène nationale Tarbes Pyrénées, Ibos
  - « Les Débutantes »[10],[12], galerie Bugada & Cargnel, Paris
- 2016 :
  - « Battlegrounds », galerie Bugada & Cargnel, Paris
  - « Sparking ghosts », musée Pietro Canonica, Rome
  - « Because of You », SADE gallery, Los Angeles
- 2017 :
  - « The Dance of Icarus », Yuz Museum, Shanghai
  - « Claire Tabouret + Cash for Gold like Smoke for Mirrors and Land for Sea », Friche Belle de Mai, Marseille
  - « Neptune », Le Creux de l'enfer, Thiers
  - « One day I broke a mirror », Villa Medicis, Rome
  - « Eclipse », Night Gallery, Los Angeles
- 2018 : « I am Crying Because you are not Crying »[13], château de Boisgeloup, Gisors ; galerie Almine Rech, Paris
- 2019 : 
  - « Portraits », galerie Almine Rech, Londres[14]
  - HAB Galerie, Nantes
- 2020 :
  - « Siblings », galerie Perrotin, Séoul
  - « The Pull of the Sun », Night Gallery, Los Angeles
- 2021 : « Paysages d'intérieurs », galerie Perrotin, Paris[15]
- 2024 : Pavillon du Vatican, Biennale de Venise

## Prix et distinctions
- 2011 : Prix SJ Berwin[réf. nécessaire]
- 2012 : Prix Yishu 8[réf. nécessaire]
- 2013 : Prix Antoine Marin
- 2015 : Trophée des femmes en or 2014, catégorie Femme d'art[2]

### Presse
- Anne Diatkine, « Claire Tabouret, reine des débutantes », Libération,‎ 21 janvier 2015 (lire en ligne).
- Laurent Boudier, « Claire Tabouret. Les débutantes », Connaissance des arts,‎ 4 mars 2014 (lire en ligne).
- « Claire Tabouret - artiste peintre », sur le site Encore Magazine, 28 janvier 2015.
- Roxana Azimi, « Claire Tabouret, la peintre qui s’inspire des migrants », Le Monde,‎ 11 août 2017 (lire en ligne).
- « Claire Tabouret, femme en or 2014 », sur le site AuFeminin, 2015.

### Radio
- « Claire Tabouret » [audio], sur France Culture, 8 octobre 2013.
- « Claire Tabouret » [audio], sur France Culture, 18 août 2014.
- « Claire Tabouret : Je peins pour comprendre ce qui me hante » [audio], sur France Inter, 28 novembre 2024 (consulté le 21 décembre 2024).